# Martin Brest
Martin Brest (ur. 8 sierpnia 1951 w Nowym Jorku) – amerykański reżyser, producent, scenarzysta i aktor.

## Życiorys
W 1973 roku ukończył New York University. Jego debiutem reżyserskim był film W starym, dobrym stylu. Pierwszym sukcesem był Gliniarz z Beverly Hills, który zarobił ponad 200 milionów dolarów. Następnym jego filmem był Zdążyć przed północą, w którym wystąpili Robert De Niro i Charles Grodin. Film ten otrzymał 2 nominacje do Złotego Globu.
Zapach kobiety został nominowany do Złotego Globu w kategorii najlepszy film. Film przegrał z filmem Clinta Eastwooda Bez przebaczenia, ale za to grający w jego filmie Al Pacino otrzymał Oscara dla najlepszego aktora. 6 lat później Brest wyreżyserował Joe Black, w którym zagrali Brad Pitt i Anthony Hopkins.
W 2003 napisał i wyreżyserował film Gigli z Benem Affleckiem, Jennifer Lopez, Alem Pacino i Christopherem Walkenem. Film okazał się porażką. Dochody nie pokryły nawet budżetu filmu. Zdobył też dwie Złote Maliny za najgorszy film i najgorszą reżyserię w 2004 roku.